# Bykowo (obwód moskiewski)
Bykowo (ros. Быково) – osiedle typu miejskiego w Rosji, w obwodzie moskiewskim, 34 km na południowy wschód od Moskwy. W 2020 liczyło 11 tys. mieszkańców.